# Hertník
Hertník je obec na Slovensku v okrese Bardejov. Žije zde přibližně 1 000 obyvatel, první písemná zmínka pochází z roku 1351. Nachází se zde římskokatolický kostel svaté Kateřiny Alexandrijské z počátku 17. století.